# Expedición de Pike
La expedición Pike (del inglés: Pike expedition) (15 de julio de 1806-1 de julio de 1807) fue una campaña de reconocimiento dirigida por el capitán del Ejército de los Estados Unidos Zebulon Pike (1778-1813) para explorar el sur y el oeste de los recién adquiridos territorios de la compra de Luisiana (1803). Aproximadamente contemporánea de la expedición de Lewis y Clark, la expedición Pike fue el primer esfuerzo para explorar el oeste de las Grandes Llanuras y las Montañas Rocosas en el actual estado de Colorado. En ella se descubrió el pico Pikes (4302 m), que lleva su nombre en reconocimiento a su labor.

## Objetivos de la expedición

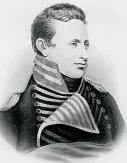
Retrato de Zebulon Pike, el director de la expedición (c. 1810).

Bajo las órdenes del gobernador del recientemente creado territorio de Luisiana, James Wilkinson, la expedición Pike tenía varios objetivos evidentes y por lo menos un objetivo secreto. El más prosaico de ellos era llevar de regreso a su patria a 50 miembros de la nación osage que habían sido capturados y mantenidos como rehenes por una tribu rival, los potawatomi y que habían sido liberados por el Ejército estadounidense. Más ambiciosas y vagas eran las órdenes de negociar un asentamiento pacífico de los kansas en las tierras de los pawnee y establecer relaciones con los comanches. Por último, la expedición debía de explorar las fuentes del río Arkansas y del río Rojo (Red River) y estudiar el curso del río Red hasta su desembocadura en el Misisipi. 
El objetivo secreto de la misión era determinar los fuertes y las posiciones de los españoles en la región, o que ahora son los estados de Colorado, Kansas, Nuevo México y norte de Texas. La compra de la Luisiana a los franceses había concluido y grandes áreas del territorio en el suroeste estaban en disputa entre los Estados Unidos y España. Pike y su partida debían de determinar el potencial español para defender sus intereses en caso de conflicto.
Wilkinson no tenía la aprobación de sus superiores en Washington para la mayor parte de los puntos más importantes de esta misión. Algunos objetivos, como la repatriación de los prisioneros se encontraban entre las competencias de un gobernador territorial, y los más importantes como la exploración y los fines militares, superaban su autoridad. Después de la salida de la expedición, Wilkinson presentó la expedición al Departamento de la guerra como un hecho consumado y recibió luego la aprobación oficial. 

## Exploración

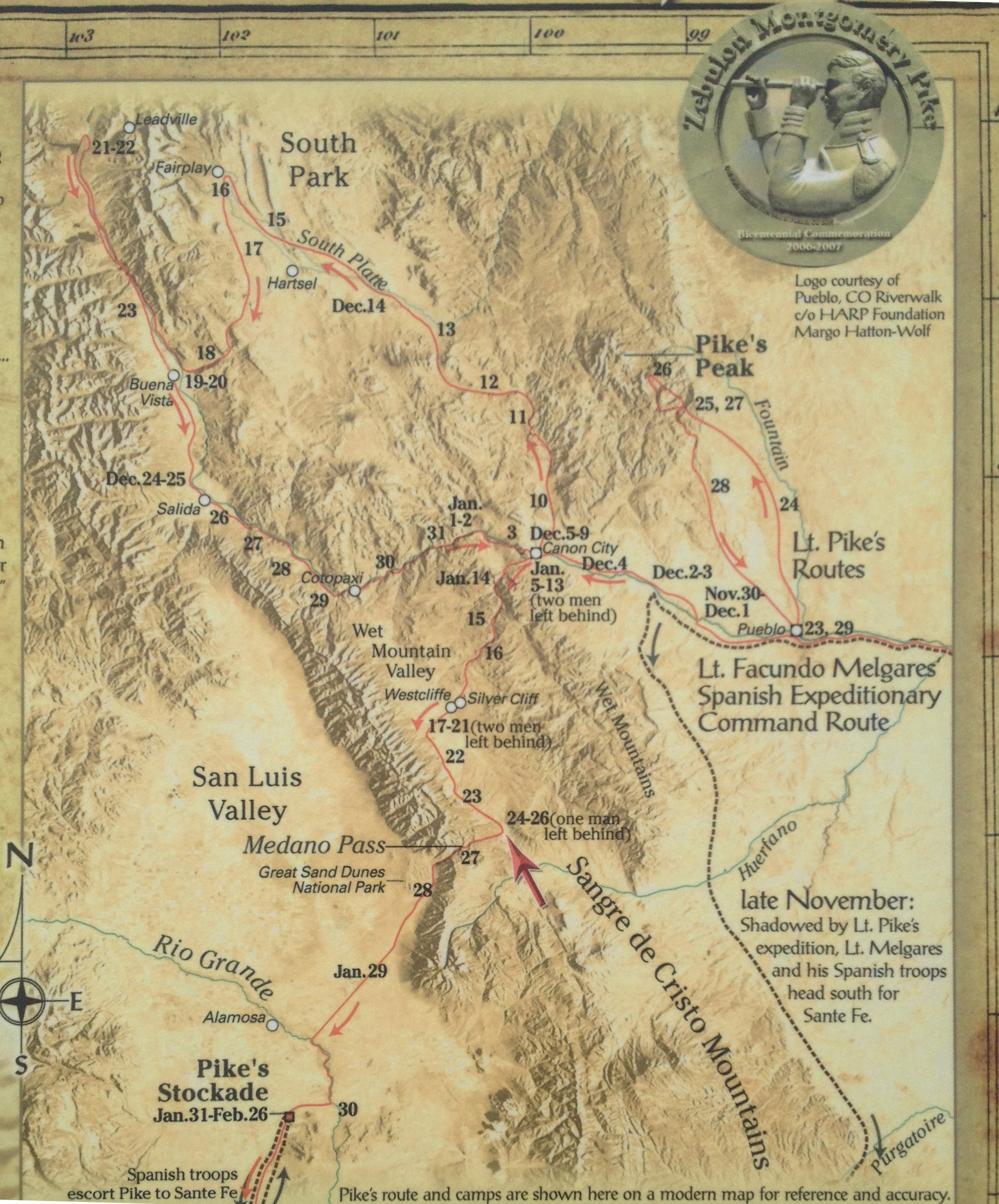
Fotografía de un marcador de carretera de Colorado, ubicado donde la primitiva Médano Pass Primitive Road (CR 599) se une a la Ruta 69, al sur de Westcliffe:"1806-07 Lt. Zebulon Pike Southwestern Expedition", que muestra un mapa de las rutas seguidas por el grupo de Pike.

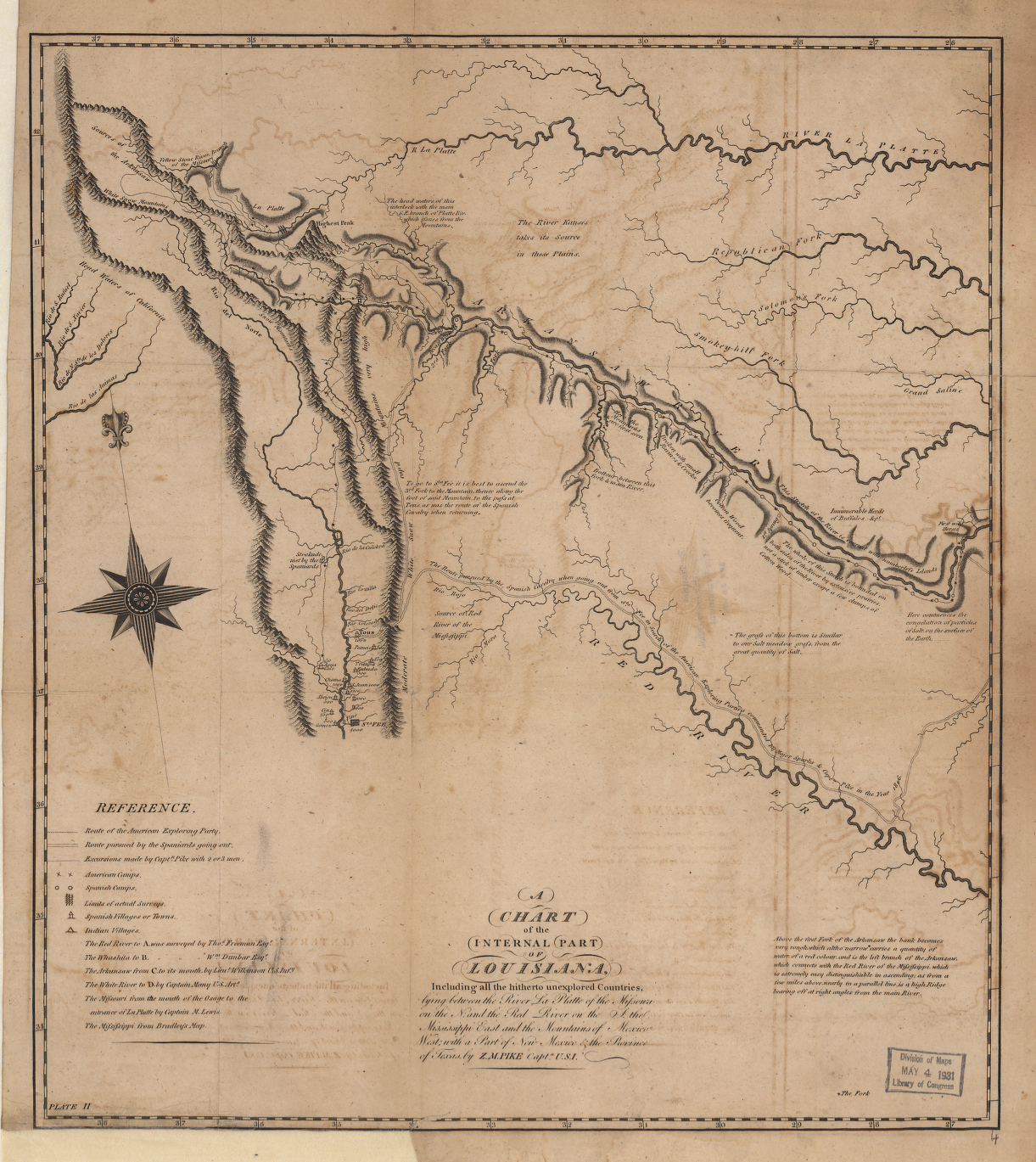
Mapa dibujado en 1810 de la expedición Pike («Zebulon Pike's Expedition (1806-1807): A Chart of the Internal Part of Louisiana» de An Account of Expeditions to the Sources of the Mississippi and through the Western Parts of Louisiana... Philadelphia: C. & A. Conrad, 1810).

Pike partió de Fort Bellefontaine, cerca de San Luis (Misuri) el 15 de julio de 1806, al frente de un destacamento de 20 soldados y 50 prisioneros liberados. Siguieron el río Misuri y el río Osage hasta la aldea de los osage en la actual frontera de Kansas y Misuri. Allí, devolvieron a los rehenes y parlamentaron con los nativos. Siguiendo al noroeste, el grupo atravesó el territorio pawnee a orillas del río Republican, en el sureste de la actual Nebraska. En una aldea pawnee, el 29 de septiembre, Pike se reunió con el consejo pPawnee y les anunció el nuevo protectorado del gobierno de los Estados Unidos sobre ese territorio. Les dio instrucciones para quitar una bandera española y hacer ondear en su lugar la bandera de las «Stars and Stripes».
La fuerza expedicionaria se encaminó hacia el sur y en toda la pradera del río Arkansas. Llegaron al río el 14 de octubre, y el grupo se dividió en dos. Una partida, dirigida por el teniente James Wilkinson Biddle, viajó río abajo a lo largo del curso del río Arkansas hasta su desembocadura y regresó por el Misisipi hasta San Luis. Pike dirigió la otra partida río arriba, en dirección oeste, remontando hacia las fuentes.
Decepcionado por el paisaje, en sus memorias Pike llamó a esas praderas que había cruzado el «Gran Desierto Americano» (Great American Desert), un término que hizo fortuna y desalentó nuevos asentamientos durante décadas. 
El 15 de noviembre Pike vio por primera vez la sombra de una montaña distante que llamó «pico Grande» (Grand Peak), y que desde entonces ha sido conocido como pico Pikes («Pikes Peak»), o lo que muchos pensaban, ya que más tarde se descubrió que Pike había subido una montaña que no era el actual pico Pikes en absoluto. Pike hizo un intento de escalar ese pico, pero no estaba equipado para alcanzar los 14.000 pies de la cumbre. A pesar de la llegada del invierno, Pike continuó adelante siguiendo el río Arkansas, y el 7 de diciembre la partida alcanzó la garganta Real («Royal Gorge»), un espectacular cañón en el Arkansas en la base de las Montañas Rocosas. 
El siguiente objetivo del grupo era llegar a las fuentes del río Rojo (Misisipi) y volver de regreso aguas abajo hasta el Misisipi relativamente seguros. Sin embargo, el rumbo de la compañía se encontraban en este punto demasiado ladeado e hicieron varios intento errados para encontrar el río. Además, no estaban preparados para una expedición de montaña, ni para el duro invierno. En dirección norte, el grupo encontró el ramal Sur del río Platte, y siguiéndolo aguas arriba llegaron a lo que pensaban era la cabecera del río Red. Volviendo aguas abajo, regresaron al punto en el que habían abandonado en un principio el río Arkansas. De hecho, habían realizado un largo bucle que les ocupó semanas.
Hambrientos, con frío y agotados, el grupo se dirigió hacia el sur sobre las montañas. Varios hombres quedaron atrás por agotamiento, pero Pike obstinadamente les presionó hasta el 30 de enero, cuando llegaron a lo que él pensó que era el río Grande en un punto cerca de Alamosa, Colorado. Pike confundió el río Grande, donde estaba,  con el río Rojo, que era lo que había venido buscando. Aquí, construyó un fuerte y trató de reagrupar a sus hombres, dispersos a través de los kilómetros de montañas detrás de él. 

## Captura

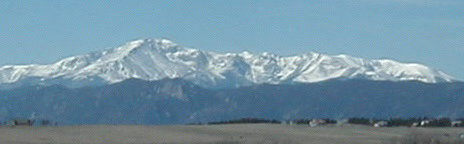
El pico Pikes visto desde el este, tal y como lo debieron de ver los miembros de la expedición Pike en 1806.

En este fuerte, el 26 de febrero, Pike y el resto de sus hombres fueron capturados por soldados españoles de la cercana ciudad de Santa Fe. Arrestada la partida como espías —que, en muchos sentidos, eran— los españoles recogieron al resto de sus hombres que quedaron sin rescatar y marcharon hacia el sur. Los presos en su marcha atravesaron Santa Fe, Albuquerque y El Paso hasta Chihuahua, la entonces capital del estado de Texas. A lo largo del camino, el grupo de Pike fue tratado con respeto y celebrado por los mexicanos locales, y Pike, cuidadosamente, tomó notas de la fuerza militar y la población civil. El gobernador de Chihuahua, Salcedo, fue incapaz de mantener encarcelado por mucho tiempo a un oficial militar de un país vecino, con el que tenían la intención de mantener una relación amistosa. Ordenó la repatriación de Pike, aunque algunos de su grupo permanecieron en la cárcel durante años en México. 
Pike y algunos integrantes de su partida fueron escoltados al norte, a través de San Antonio (Texas), llegando a la frontera con la Luisiana en Natchitoches el 1 de julio de 1807. Los españoles se quejaron oficialmente al Departamento de Estado de los Estados Unidos, pero el gobierno mantuvo que la expedición era sólo de exploración. Irónicamente, la captura de Pike por los españoles, y el consiguiente viaje a través de Nuevo México, el norte de México y Texas, le dio más información acerca del poder de los españoles de lo que su exploración jamás habría podido obtener.